# Maerivier (Vittangirivier)
De Maerivier (Zweeds: Maejoki) is een rivier die stroomt in de Zweedse  gemeente Kiruna. De Maerivier ontstaat in het noorden van het moeras Avvakkovuoma. Ze stroomt naar het noorden weg. Na 10 kilometer stroomt ze in de Piettarasrivier.
Afwatering: Maerivier → Piettarasrivier → Vittangirivier → Torne → Botnische Golf